# Radojnowo
Radojnowo (bułg. Радойново) – wieś w Bułgarii, w obwodzie Burgas, w gminie Sredec. W 2023 roku liczyła 46 mieszkańców.